# Flotteur (métier)

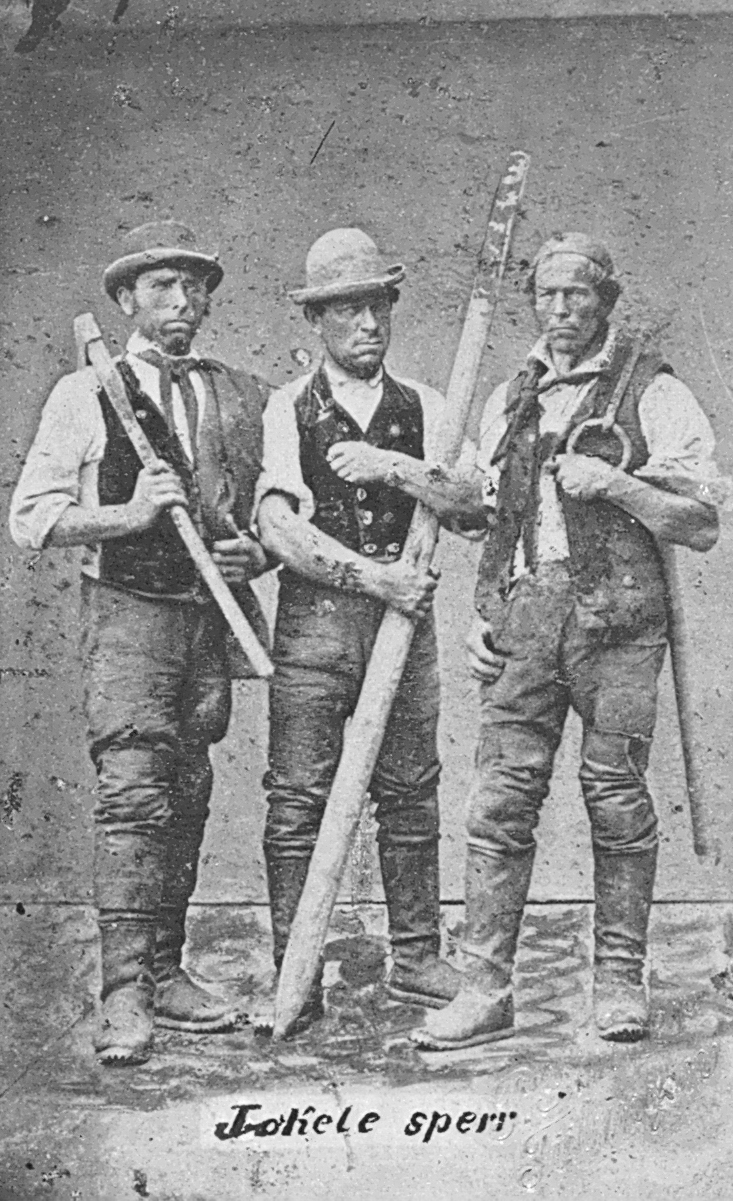
Trois flotteurs allemands de Souabe au XIXe siècle.

Le  flotteur (ou draveur au Canada), un métier ancien et disparu dans de nombreuses régions du monde, mais encore exercé de manière marginale ou ciblée sur quelques rivières ou grands lacs localisés dans plusieurs continents, est chargé de transporter le bois par voie d’eau une fois qu’il a été abattu par les bûcherons et acheminé sur les rives des cours d’eau, suivant les régions, par les débardeurs assistés par des animaux de trait ou non (bœufs, buffles, éléphants, mules, chevaux) , les schlitteurs, les grumiers ou directement par des glissières ou toboggans qui font dévaler les grumes et les billes jusqu’à la rivière. Le flotteur est un métier à l'échelle mondiale avec une forte représentativité en Europe, en Asie et en Amérique du Nord.

## Description
Le métier de flotteur a évolué depuis le Moyen Âge. Presque partout dans le monde, il a d’abord utilisé la technique du flottage à bûches perdues : il lance les grumes ou les bûches à l’eau et les laisse suivre le courant de la rivière. Des personnes postées sur les rives et aux endroits susceptibles de poser problème veillent à débloquer des bûches coincées ou à démêler un embâcle. Afin de rentabiliser les expéditions vers les ports aux bois en aval, le flotteur finit par assembler les grumes entre elles dès que c’est possible (les méthodes diffèrent quelque peu suivant les régions du monde) pour en faire des radeaux qu’il attache l’un derrière l’autre sur des longueurs qui varieront selon le cours d’eau descendu. On parle ainsi de trains de bois ou de flottes qui sont conduits par des maîtres-flotteurs assistés par des apprentis flotteurs ou des manœuvres. Le conducteur de flotte se tient à l’aviron à l’avant et un second flotteur l’aide avec la rame arrière. Parfois des flotteurs latéraux travaillent avec des gaffes ou des grandes perches. Avec le temps, ces flottes deviennent géantes comme sur le Rhin ou sur les fleuves américains. Les familles accompagnent les flotteurs, une vie en autarcie se crée sur le train de bois avec des cabanes ou des tentes qui logent hommes et bêtes. Toute la nourriture est emportée pour les semaines que dure le transport.
Le flotteur travaille sur ruisseaux, rivières, fleuves, lacs et mers. Le flottage par cabotage le long des côtes ne s'est pas généralisé ; il reste caractéristique de certaines régions. Le flottage le plus répandu dans le monde est le flottage à bûches perdues. Le flottage en trains s’est logiquement implanté dans les pays où les cours d’eau le permettaient suivant l’étiage, le débit, le lit de la rivière et les paysages traversés. C’est pourquoi le flotteur a la tâche supplémentaire de gérer avec des partenaires qui collaborent avec lui les barrages, les pertuis, les étangs de flottage ou les retenues collinaires. Dans certains pays, à l’instar des éclusiers pour les péniches, le flotteur devient éclusier de flottage avec sa maison attenante à l’écluse de flottage (très usuelle dans les pays germaniques montagnards). Les enfants des flotteurs dans les pays d’Europe centrale côtoient très vite le monde de leur père car ils doivent souvent ouvrir les vannes et les petites écluses en courant avant le train de bois pour que celui-ci arrive au moment où les flots provoqués par l’ouverture des vannes facilitent son passage de manière parfois spectaculaire. De même, en amont du travail de descente, il doit préparer les harts nommées localement rouettes, riottes ou en langue allemande dialectale Wieden: ce sont des liens d'osier ou d'autres arbres rendues flexibles qui serviront à assembler les grumes en radeau. Le flotteur rentre avec ses harts car leur confection a exigé beaucoup de temps. Elles sont précieuses et réutilisables. C'est pour cette raison que l'on représente souvent le flotteur dans la gravure et la peinture soit avec une gaffe, soit avec des harts que le flotteur porte sur son épaule comme du cordage.
Les flotteurs en Europe ou en Asie s’organisent en confréries ou sociétés avec un règlement intérieur, un costume traditionnel, des pratiques culturelles et parfois cultuelles qui leur sont propres. Le fait d’être soudés en confrérie leur permet de traiter avec les communautés villageoises et seigneuriales pour obtenir parfois le monopole du transport du bois sur eau dans une vallée, une rivière précise ou une seigneurie.
Le flottage vit en ce moment un regain de popularité dans de nombreux pays européens. Le travail des associations est déterminant. Par conséquent, certaines régions de France ne sont pas forcément évoquées dans les reportages ou les articles consacrés aux flotteurs si par hasard aucune personne ni aucun bénévole se charge de faire connaître la tradition du flottage dans sa région. Le flottage dans le massif des Vosges est assurément plus ancien que celui du bassin parisien. D'ailleurs, le flotteur est assez souvent un homme de montagne car c'est dans les régions montagneuses de nombreux pays du monde que l'on trouve les plus grandes traditions de flotteurs (Pyrénées, Alpes, Forêt-Noire, Carpates, Caucase, monts des Géants, Alpes japonaises, Chine centrale, montagnes d'Anatolie, Appalaches ente autres).

### Terminologie et régions
Les termes régionaux sont nombreux pour désigner ce métier. On rencontre de nombreux termes dans toutes les langues européennes et asiatiques qui préfèrent désigner le flotteur par son association avec le radeau : en français régional, les habitants locaux parlent de radeleur ou  radelier, les Wallons parlent depuis le Moyen Âge de bosselier ou borchelier à côté du mot flotteu. Les Canadiens français utilisent surtout l’appellation draveur, ou parfois cageur ou cageux si le bois en flottaison est regroupé en cages; et les Canadiens anglais et les Américains le terme anglais raftsmen. Ce terme sous-entend cependant une technique différente et spécifique d’assemblage de radeaux en bois. Les Espagnols catalans ont le terme raier et les Italiens utilisent le mot zattiere issu du mot zattera qui signifie « radeau ». En Japonais, le flotteur nommé ikadanori est un conducteur de radeau ou un ikadashi, un assembleur de radeau puisque le mot  筏, ikada, signifie radeau. C'est le cas également de la plupart des langues germaniques qui ont opté pour un mot basé sur le mot radeau (Floß, vlot, flott, float...).

## Les flotteurs dans le monde

### Les flotteurs sur l'Yonne et la Seine
Probablement parce que le travail de communication et de sensibilisation de la confrérie Saint-Nicolas (Écomusée du flottage du bois) à Clamecy sur l'ancienne activité du flottage pour l'approvisionnement de Paris en bois de chauffage, les publications dans la presse et les médias, mais aussi les sites en ligne évoquent en France de manière récurrente d'abord les flotteurs descendant l'Yonne, puis la Seine , avec les trains de bois en provenance des forêts du Morvan et de Bourgogne. La pratique du flottage dans cette région s'est peu à peu éteinte au cours de la première moitié du XXe siècle.
La représentation la plus connue d'un flotteur se trouve au milieu du pont principal de la ville de Clamecy (Nièvre), sur l'Yonne, d'où partait une part importante du bois de chauffe destiné à la capitale. On peut y voir la statue d'un homme debout, coiffé d'une casquette, qui tient fièrement à la main une sorte de longue perche, quasiment dans la posture d'un soldat au garde-à-vous.
La longue perche utilisée par les flotteurs, dotée d'un crochet à son extrémité et qui servait à saisir les bouts de bois puis à les ramener vers la berge avant de les tirer hors de l'eau, était appelée un picot, mot qui a survécu à Clamecy comme titre d'un petit journal local à caractère satirique.
Cette activité occupait une bonne part des habitants de la région, notamment au XIXe siècle lorsque les besoins en chauffage se firent plus importants, en raison de l'essor démographique et de la croissance de la population parisienne. Elle fait partie de l'identité et du folklore clamecycois ; une petite radio locale s'appelle d'ailleurs radio flotteurs.
Une collection de bandes dessinées, "Le Grand Fleuve", retrace surtout dans les trois premiers tomes la vie d'un flotteur nommé Jean Tambour qui mène son train de bois vers Paris. Les dessins sont réalistes et clairement inspirés des récits d'anciens flotteurs pour le passage des pertuis et autres endroits délicats. L'association des flotteurs Flotescale s'est également engagée très tôt dans le travail de sensibilisation au flottage grâce à des passionnés qui ont reconstitué un train de bois qu'une petite équipe a conduit jusqu'au port de Bercy à  Paris en essayant d'imiter les conditions de travail de l'époque. Le projet a été filmé par Éric Le Seney dont le film Trains de bois pour Paris est accessible en ligne sur plusieurs plateformes.
L'association Flotescale basée à Villiers-sur-Yonne est devenue membre de l'Association internationale des flotteurs initiée par des associations de flotteurs espagnoles et italiennes en 1989. À ce titre, elle participe à la conférence annuelle de cette fédération européenne et peut se rendre à la rencontre internationale des flotteurs qui a lieu dans une ville où les flotteurs ont marqué la vie locale par leur présence, leur activité économique et parfois leur impact sur le plan culturel.

## Saints patrons des flotteurs en Europe

### Saint Nicolas
Saint Nicolas est le saint patron des flotteurs en Europe et dans les régions du monde où ce sont des colons européens qui ont introduit le flottage. Saint Nicolas est en fait le protecteur de nombreux métiers liés à l'eau comme les bateliers, les marins. Son culte populaire l'associe aussi beaucoup aux enfants dans les régions traversées par le Rhin et la Meuse et leurs affluents. Les confréries locales lui sont dédiées ou portent son nom comme celle de Clamecy ou celle des « radeliers de la Loue » dans le Jura.
En Forêt-Noire  dans la vallée de la Kinzig, il côtoie saint Népomucène, mais c'est bien lui qui est le vrai saint protecteur des flotteurs de l'Allemagne, pays à très forte tradition de flottage. La confusion vient du fait que le saint tchèque est également très vénéré dans la région en tant que protecteur des ponts dont les flotteurs craignent les piliers par exemple, mais aussi parce qu'il doit protéger contre toutes les catastrophes liées aux eaux. Par conséquent, la présence de saint Nicolas dans le travail quotidien des flotteurs d'antan est moins visible ou moins flagrante par opposition à celle de saint Népomucène qui veille sur les cours d'eau, soit sur la rive soit directement sur le pont par des statues ou des Bildstöcke. Saint Nicolas apparaît dans les prières des flotteurs, pendant les offices religieux ou les bénédictions avant les expéditions. Des manifestations sont également organisées par les flotteurs le jour de la Saint-Nicolas. En Lorraine, dont il est le saint patron, il existe le pèlerinage médiéval très fréquenté de Saint-Nicolas-de-Port où il y avait non seulement un marché interrégional important, mais aussi un port aux bois pour les flotteurs qui arrivaient du massif des Vosges par la vallée de la Meurthe depuis le port aux bois central de Raon-l'Étape.

### Saint Népomucène

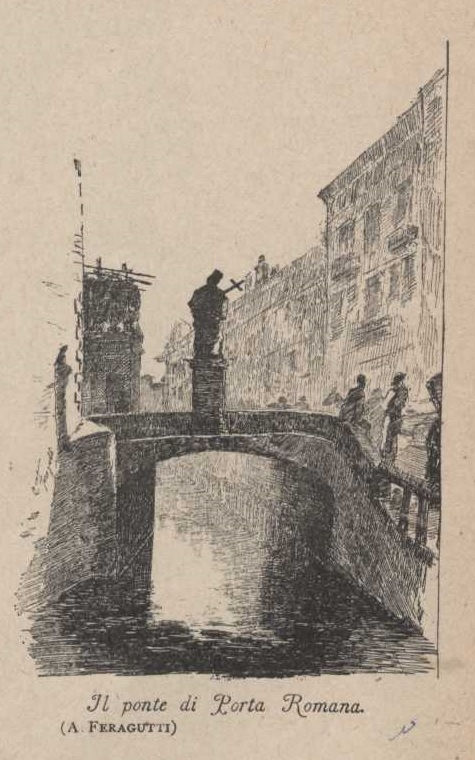
Saint Népomucène sur son pont à la Porta romana de Milan en 1886.

Pendant son séjour à Prague, le jeune garçon qui deviendra général de l’armée britannique, John Moore, écrit dans ses récits de voyage :« On l’appelle, je crois, saint Népomucène. Je n’avais jamais entendu parler de lui avant de venir ici, mais il est en grande réputation dans cette ville. »
Le marquis de La Grange constate également « qu’en Allemagne chaque point est sous le patronage de saint Népomucène, et qu’on fait au saint des donations qui profitent ainsi à l’entretien du pont. ».
Pour qu’un Anglais ou un Français voyageurs et érudits reconnaissent n'avoir découvert ce saint qu’à l’occasion de périples ou fonctions professionnelles dans les pays où il est vénéré, il faut en déduire que le saint patron des ponts et des flotteurs Jean Népomucène était littéralement inconnu dans leurs pays respectifs. Népomucène est en fait protomartyr de la confession et patron des confesseurs. Il est le saint patron des confesseurs, des prêtres, des bateliers, des flotteurs et des meuniers. Il est le saint protecteur des ponts, contre les dangers provoqués par les eaux et des maladies de la langue. Son culte se développa grâce aux légendes qui couraient dans les classes populaires de l’Europe centrale. Avec ce culte populaire, il est devenu avant tout le saint des eaux et protecteur des ponts. Dans les statues, il tient la palme de la victoire des athlètes du Christ. Comme il est mort par les eaux, il a fini par les dominer et les contrôle. Son culte s’est d’abord répandu en Bohême et en Moravie, puis dans tout le bassin d’Europe centrale et de l’Europe de l’Est, mais finalement surtout aussi grâce au Saint-Empire romain germanique qui comportait des nombreuses régions aujourd’hui dans de nombreux pays européens comme l’Alsace, la Lorraine, la Franche-Comté etc. Il est devenu, en effet, un saint dynastique de la dynastie des Habsbourg à l’époque maîtresse de la Bohême. De ce fait, Népomucène, de son vrai nom Wölflein, fut longtemps associé à la contre-réforme catholique contre Jan Hus, le réformateur protestant de culture tchèque, qui pour les Tchèques représente davantage la nouvelle république tchèque indépendante. Jean Népomucène, deuxième saint patron des Jésuites, est perçu comme allemand par les Tchèques et trop associé à la monarchie autrichienne. De fait, alors qu’il est quasi inconnu en Europe de l'Ouest, il apparaît dans les pays qui ont été influencés par les Habsbourg : l’Espagne, les Pays-Bas espagnols (Belgique) et l’Italie. Par le jeu de l’émigration, on peut trouver un culte népomucénien de manière sporadique dans les colonies : en Amérique ou en Chine où il est le saint patron de la province de Nankin. De ce fait, il n’est pas forcément apprécié de l’administration française qui dirige le duché de Lorraine de Stanislas Leszczynski avant son annexion à la France en 1766. Le chancelier de Lorraine, Antoine-Martin Chaumont de La Galaizière ne partageait pas la dévotion du duc pour Népomucène.
En Lorraine qui fait exception en France, son culte populaire est arrivé  de Bohême par les régions germanophones qui l’ont apporté à leur tour en Alsace et dans la Lorraine septentrionale, toutes deux terres germanophones au XVIIIe siècle. De plus, les représentations et les statues de Népomucène se concentrent pratiquement toutes dans le pays de Bitche en Moselle, région francique rhénane très dialectophone et catholique qui a accueilli un siècle plus tôt des verriers de Bohême, ce qui ne peut expliquer la réceptivité des habitants pour le saint tchèque un siècle plus tard. En revanche, les immigrés tyroliens et bavarois arrivés après la guerre de Trente Ans pour repeupler la région peuvent logiquement avoir introduit le culte népomucéen en Moselle.
En Bavière, plus précisément à Wolfratshausen qui a obtenu le label international de « ville de flotteurs » (Flößerstadt), les dernières familles de flotteurs ont continué d’invoquer le saint et les familles de flotteurs bavarois organisent tous les trois ans la « procession du radeau de saint Jean » (Johannifloßprozession) qui en lieu en juin à la tombée de la nuit. Flotteurs et radeaux sont bénis par le prêtre et le pasteur de la paroisse. Les spectateurs et visiteurs s’installent sur les berges de la Loisach et sur les ponts et passerelles de la vieille ville pour assister au spectacle.

## Rencontre internationale des flotteurs - Internationales Flößertreffen – International Timber Raftsmen Meeting
Sous l'initiative d'associations de sauvegarde du patrimoine des flotteurs en Espagne et en Italie parmi les plus dynamiques en Europe, les associations de plusieurs pays européens ont décidé de se rencontrer une fois par an dans un lieu symbolique pour cette activité, généralement un endroit où des bénévoles ont créé un collectif ou une association de type loi de 1901 pour ressusciter le passé enfoui du flottage dans la région, et d'organiser une rencontre internationale des flotteurs, au départ une fois par an et depuis 1998 tous les deux ans. La prochaine rencontre internationale se déroulera en Italie en Vénétie, dans une des vallées où le travail associatif est très actif pour la promotion du flottage sur le plan culturel, éducatif et touristique.
Les flotteurs européens se sont rencontrés à Maribor (Slovénie) en 2017 et organiseront par exemple une rencontre avec diverses animations en Italie sur la Piave à Longarone-Cadissago en 2018.
De même, un label Ville de flotteurs est actuellement décerné aux villes qui se distinguent particulièrement dans la mise en valeur du riche passé de flottage par des mesures concrètes dans le tourisme, l'entretien d'anciens ouvrages ou l'érection de monuments et statues pour attirer l'attention des habitants et des touristes qui passent par cette ville. En Allemagne, par exemple, le label  internationale Flößerstadt a été décerné à Wolfratshausen, Lychen et Wallenfels. Une cérémonie est organisée pendant l'assemblée générale annuelle avec la remise d'un diplôme et d'un drapeau.
L'Association internationale des flotteurs a été fondée le 11 novembre 1989 à Barcelone. Le règlement fut voté à la réunion de Laspuña le 25 mai 1992 et les statuts furent signés officiellement à Venise le 6 septembre 1992. L’association internationale comptait à l’origine 7 membres ou associations, à ce jour elle atteint le nombre de 42.

## La représentation des flotteurs dans la musique et les chants traditionnels
Les flotteurs forment une corporation qui s’est montrée plutôt pieuse, parfois superstitieuse, mais dans tous les cas très fidèle aux traditions et à ses saints protecteurs. Que ce soit en Europe ou en Asie, les flotteurs s’intègrent souvent comme partie prenante aux fêtes régionales religieuses ou païennes. Dans la musique populaire, dans les pays germaniques et slaves, ils forment des chœurs masculins et aiment animer les expéditions de flottage en chantant dans les paysages montagnards ou dans les tavernes où ils font les pauses.
Pour l’anecdote, le chant de Noël « Douce nuit, sainte nuit » a été chanté et presque improvisé à Oberndorf en Autriche devant une communauté paroissiale appauvrie et sans emploi après les méfaits des guerres napoléoniennes et les vaches maigres sur le plan économique. Même l’orgue est, dit-on, tombé en panne le jour du réveillon comme symbole de la détresse ambiante. Le prêtre de la petite paroisse Joseph Franz Mohr et l’organiste Franz Xaver Gruber voulurent remonter le moral et donner espoir à la communauté composée pour la majorité de bateliers et de flotteurs qui pendant quelque temps avaient perdu leurs débouchés, leurs clients et leur gagne-pain. Le chant a fait mouche et fut répandu par des commerçants itinérants du Tyrol

### L’opéra polonais Flis
Stanisław Moniuszko a écrit un opéra en un acte intitulé Flis, le flotteur en polonais. Il comporte un libretto de Stanisław Bogusławski. La première a eu lieu au Théâtre Wielki de Varsovie le 24 septembre 1858. L’opéra dure environ 55 minutes, il met en scène trois flotteurs, un soldat, un coiffeur, la petite amie du flotteur principal et le père de celle-ci. L’intrigue démarre sur une rive de la Vistule à Varsovie en 1858.
Il fut un succès en Pologne et il y eut également une représentation à Chicago en 1931 où la communauté polonaise est importante.

### Chanson des compagnons de rivière de Clamecy
Chantée façon plain chant, la chanson des compagnons de rivière de Clamecy a été recueillie par A. Milline et J.G. Pénavaire en 1880. C’est le « père Godet » ancien flotteur de la ville qui la leur a transmise. La chanson a un aspect pratique voire professionnel puisqu’elle énumère les pertuis qu’il faudra passer entre Armes et Auxerre sur l'Yonne
Débouchez Arm's et Clamecy,

La Forêt, Coulanges, Crain et Lucy,

Magny, Merry, Mailly-l'Château,

L'Bouchet, Mailly-la-Vill', les Dam's-Trucy,

L'Pré-Gilbert, Maunoir, Rivault, Vincell's, Bailly,

Vaux et Augy,

Les petits pertuis d'Auxerre aussi.

### Le chant des flotteurs de Haute Franconie (Allemagne)
La chanson populaire Les flotteurs ou « La vie des flotteurs est joyeuse » est chantée en version haut-allemande ou en dialecte francique oriental. Pour résumer, elle explique la journée d’un flotteur de 6 heures à 18 heures (variante : 5 heures, 19 heures) . L’accent est mis sur la gaieté et la jovialité de flotteurs bosseurs, bon vivants, bon mangeurs et bons buveurs.
Elle est encore chantée par des groupes folkloriques que l’on peut écouter à la télévision ou sur les sites vidéos en ligne. On peut adapter le rythme librement pour la chanter.
La version en chant à répondre a rendu célèbre les flotteurs de Kronach dans les années 1930 dans toute la Bavière et les régions limitrophes à travers la radio, seul média de l’époque pour écouter de la musique en dehors des harmonies villageoises. Popularisée par son passage fréquent en 1936 dans les stands de l’événement annuel branché qu’était le salon international de la radiodiffusion à Berlin et par le célèbre musicien franconien Erwin Zachmeier, collecteur de chants traditionnels et professeur de danses folkloriques, qui l’a souvent entonnée, le chant des flotteurs de Kronach devint rapidement une chanson populaire qui entra également dans le répertoire des chansons à boire des tavernes en Allemagne.
L’avantage du chant alterné est qu’il implique l’ensemble des membres du groupe de flotteurs ou l’ensemble des personnes présentes dans la taverne. Tout le monde peut chanter et participer à la bonne ambiance avec sa chope de bière à la main ou pas. Un meneur chante chaque vers du chant et l’assemblée répète soit le vers entier, soit un extrait, soit le dernier mot. Pour un public français, il restera peut-être encore la tentation de confondre ces chants traditionnels de confréries et catégories professionnelles des siècles précédents avec l’image stéréotypée des chants national-socialistes qui jettent l’opprobre sur tout un passé musical riche.
Les quelques extraits traduits suivants donnent une idée globale du chant dans l’esprit (M : meneur et A : assemblée) :
- M : Qui est joyeux ? A : Les flotteurs ! M : Où êtes-vous ? A : Ici ! M : Je veux vous entendre ! A : Dunnerkeil ! (interjection exprimant la surprise)
- « Le matin quand les coups de 9 heures sonnent, nous avons une collation. Le gamin flotteur doit aller acheter la bière et l’eau-de-vie. Chacun boira ce qu’il veut, cinq, six, sept, huit, neuf, dix verres. Qui boit ? Les flotteurs ! Où êtes-vous ? Ici ! Je veux vous entendre ! Dunnerkeil ! »

### Chanson des flotteurs d‘Uhlstädt
Une autre chanson populaire décrivant la vie quotidienne des flotteurs de Thuringe est intitulée : Uhlstädter Flößer. La chanson avec rimes croisées est très lyrique. La première strophe explique que tout le monde a besoin a de bois : le bûcheron a du travail et un vrai gagne-pain. Que soit pour la marine, les guerres, l’architecture, les ouvrages publics, tous les maîtres d’œuvre attendent son bois. La deuxième strophe dépeint le travail du flotteur après que les bûcherons ont fait dévaler les billes sur des grandes glissières vers la Saale. Le bois sera flotté à bûches perdues ou en trains, des petites pièces mais aussi des « hollandais » que les flots emporteront sous le contrôle des gaffes et des barrages flottants sous la protection de l’ondin qui observe la scène. La troisième strophe explique que l’expédition se fera sans encombre si les pertuis et les barrages des moulins se sont adaptés au passage des grumes à travers les écluses et les pertuis de flottage. La quatrième strophe explique que le flotteur ne connaît pas les soucis des charroyeurs, des chasseurs, des cochers ; leur cheval ne s’épuise pas et ne réclame aucun fourrage, ils ne craignent pas les loups, leurs roues ne’embourbent pas dans la boue. Mais ils connaissent les rapides et les tourbillons ou les lubies des rochers. La dernière strophe invite l’auditeur à venir à Uhlstädt-Kirchhasel le jour de la grande parade des flotteurs pour chanter avec eux, les « enfants de la Saale », afin qu’ils continuent de penser que l’on aura toujours besoin de leurs services, que la rivière ne pourra pas leur dérober leur travail : le bois flotté et le magnifique train de radeaux.

## Monuments et statues en hommage ou souvenir des flotteurs
L'engouement pour l'ancien métier de flotteur s'est clairement développé depuis les années 1990 pour diverses raisons qui tiennent peut-être à une évolution des nouvelles technologies, à une recherche d'authenticité ou d'identité régionale accrue; pour certaines communes, l'argument touristique n'y est certes pas étranger. Chaque commune cherche dans son patrimoine local tout ce qui peut éveiller l'intérêt et la curiosité des visiteurs en l'associant à des programmes d'activités estivales comme des descentes de rivière en radeau, des sentiers pédagogiques ou des brochures informatives pour des circuits thématiques. Cette passion récente n'est pas localisée à une seule région ou une ville de France; elle correspond à un besoin qu'ont certaines communautés villageoises et urbaines sur tous les continents et en particulier en Europe. C'est dans la statuaire que ce besoin de ne pas oublier se ressent le plus ou du moins c'est dans cet art qu'il s'exprime de manière la plus visible puisque tout le monde passe au rond-point avec le monument au centre, ou sur un pont qui enjambe une rivière de flottage ou sur une place publique où la statue attire le regard. Dans le même ordre d'idées, le nouveau label de « ville de flotteurs internationale » avec son logo et son drapeau devant la mairie procède de la même stratégie de communication pour mêler présent et passé.
Tous les métiers anciens d'Europe n'ont pas ce traitement au niveau communal. Cela tient entre autres au fait que les flotteurs se cantonnaient à quelques familles d'un même village qui se transmettaient le métier de génération en génération au point de représenter une partie non négligeable de la population communale. Par ailleurs, les périodes de flottage à bûches perdues ou le passage des trains de bois ont un aspect spectaculaire pour les badauds sur la rive de la rivière ou du canal. Le métier des flotteurs ne passe pas inaperçu car il est public contrairement à un sellier ou à un vannier qui restent cantonnés dans leur atelier, ou bien encore les brodeuses et fileuses de certaines agglomérations. Du coup, ce sont davantage les villes ou villages où il y avait un port aux bois qui érigent des statues ou monuments dédiés à cette activité ancestrale, et nettement moins aux endroits où on les voit pas c'est-à-dire en amont dans les forêts et les vallons reculés. Certains quartiers spécialisés dans le flottage ou la transformation du bois flotté ont marqué la population locale ne serait-ce que par la quantité impressionnante de bûches ou de grumes que tout le monde voit sur le cours d'eau et sur les berges avant d'être entreposées. Ces lieux sont restés dans la mémoire collective comme le quartier du bois et c'est pour cette raison qu'on y trouve plus facilement une statue commémorative: pour ne citer que quelques exemples, le quartier de Kiba (district de Kōtō) à Tokyo, le quartier des Baraques à Saint-Laurent-du-Var ou le quartier Pristan à Maribor en Slovénie appartiennent à ces lieux de mémoire par les traces architecturales ou les aménagements anciens qui ont servi au flottage du bois.
Il faut de ce fait souligner le rôle important qu'ont joué des hautes vallées entières, parfois des massifs forestiers ou montagneux pour lesquels il faudrait ériger une statue collective: le Morvan, le pays des gaves, les Vosges, la haute Vésubie, le Doubs... La galerie de monuments dédiés aux flotteurs ci-dessous révèle clairement que l'un des centres d'activités majeurs de l'Europe est l'Allemagne car c'est là que les flotteurs reçoivent le plus de statues les célébrant.
| |
| Copie en bronze par Arttu Halonen de la sculpture Tukinuittaja (1890) d’Emil Wikström à Kotka, 1952, Finlande. |

|                                                                                   |
| Les flotteurs, monument sur le pont de Gebenstorf, canton d'Aargau, Suisse, 1984. |

|                                                |
| Monument des flotteurs, Lenggries , Allemagne. |

|                                                               |
| Flotteurs de Kastel, Rhénanie, région de Mayence , Allemagne. |

|                                                                                |
| Monument rappelant l’activité du flottage à Bietigheim-Bissingen. , Allemagne. |

|                                                                    |
| Bas-relief „Flotteurs“ sur le château de Wolfach, 1995, Allemagne. |

|                                                                                 |
| Le flotteur de l’Isar, bronze de F. Koelle, au lac Hinterbrühl,1938, Allemagne. |

|                                                                |
| Monument rappelant le flottage à Unterreichenbach , Allemagne. |

|                                                         |
| Monument rappelant le flottage à Steyr, Autriche, 1980. |

| |
| Le schlitteur au Open Air Forest Museum de Szalajka, Parc national de Bükk, Szilvásvárad , Hongrie |

|                                                                              |
| L'Homme-rivière, à côté de l'Édifice Price, à Québec, représente un draveur. |